# Iglesia católica en Taiwán
La Iglesia católica está presente en Taiwán, donde entre 1,5% y el 2% de la población es católica. La Iglesia opera una universidad, la Universidad Católica Fu Jen.

Diócesis de Taiwán

El actual arzobispo es Thomas Chung An-Zu.

## Diócesis
- Arquidiócesis de Taipei (台北) fundada 1949, arquidiócesis desde 1952.
- Diócesis de Kaohsiung (高雄), fundada en 1913.
- Diócesis de Taichung (台中), fundada en 1951.
- Diócesis de Chiayi (嘉義), fundada en 1952.
- Diócesis de Hwalien (花蓮), fundada en 1952.
- Diócesis de Hsinchu (新竹), fundada en 1961.
- Diócesis de Tainan (台南), fundada en 1961.
- Administración apostólica de las Islas Kinmen y Matsu (金馬), fundada en 1968.